# Praga-Północ
Praga-Północ (in lingua italiana: Praga settentrionale) è una frazione di Varsavia situata nella parte centrale della città.
Praga è una delle più antiche frazioni di Varsavia; la sua area fu aggiunta alla città alla fine del XVIII secolo. Nel 1945 essa fu suddivisa in Praga-Północ e Praga-Południe. È l'undicesimo distretto con il maggior numero di abitanti della capitale polacca e uno dei più densamente popolati; si trova sulla riva orientale del fiume Vistola. 

## Storia
Già il 10 febbraio 1648 il re Ladislao IV tentò di collegare Praga a Varsavia, che all'epoca era una città separata, ma soltanto nel 1791 si unì ufficialmente alla capitale. I quartieri di Praga-Północ e Praga-Południe furono uniti fin dal XVIII secolo formando il quartiere Praga, uno dei primi distretti di Varsavia. Nel 1945 il distretto fu diviso, sorsero così le frazioni attuali.   
Praga-Północ, che fino alla fine del secolo scorso era nota come una delle zone più povere di Varsavia, negli ultimi anni è diventata anche un luogo di ritrovo per numerosi artisti.  

## Luoghi di interesse
- Giardino zoologico di Varsavia
- Spiaggia sulla Vistola
- Cattedrale di Santa Maria Maddalena
- Różycki Bazaar
- Casa Rothblith a ulica (= strada) Targowa
- Monumento dell'orchestra del cortile di Praga